# Sport Club Concordia von 1907 1962-1963
Questa voce raccoglie le informazioni riguardanti lo Sport Club Concordia von 1907 nelle competizioni ufficiali della stagione 1962-1963.

## Stagione
Nella stagione 1962-1963 il Concordia Amburgo, allenato da Günter Woitas, concluse il campionato di Oberliga nord al 14º posto. In Coppa di Germania il Concordia Amburgo fu eliminato agli ottavi dal Tasmania Berlino.

## Rosa
| N. |                     | Ruolo | Calciatore       |
| -- | ------------------- | ----- | ---------------- |
|    | Germania (bandiera) | P     | Artur Reiss      |
|    | Germania (bandiera) | P     | Harald Voigt     |
|    | Germania (bandiera) | D     | Jochen Buchner   |
|    | Germania (bandiera) | D     | Gerd Meister     |
|    | Germania (bandiera) | D     | Hans Reichert    |
|    | Germania (bandiera) | D     | Walter Vogt      |
|    | Germania (bandiera) | D     | Jürgen Weidlandt |
|    | Germania (bandiera) | C     | Werner Bayerl    |
|    | Germania (bandiera) | C     | Kurt Heitland    |

| N. |                     | Ruolo | Calciatore        |
| -- | ------------------- | ----- | ----------------- |
|    | Germania (bandiera) | C     | Gerhard Heyer     |
|    | Germania (bandiera) | C     | Manfred Junke     |
|    | Germania (bandiera) | C     | Claus Martens     |
|    | Germania (bandiera) | C     | Volker Waldmüller |
|    | Germania (bandiera) | A     | Heiner Castorff   |
|    | Germania (bandiera) | A     | Wolfgang Froh     |
|    | Germania (bandiera) | A     | Günter Hoffmann   |
|    | Germania (bandiera) | A     | Ingo Paulsen      |
|    | Germania (bandiera) | A     | Rainer Vormelker  |

## Organigramma societario
Area tecnica
- Allenatore: Günter Woitas
- Allenatore in seconda:
- Preparatore dei portieri:
- Preparatori atletici:
- Analisi video:

## Calciomercato

### Sessione estiva
| Acquisti | Acquisti | Acquisti | Acquisti |
| R.       | Nome     | da       | Modalità |
| -------- | -------- | -------- | -------- |

| Cessioni | Cessioni       | Cessioni         | Cessioni |
| R.       | Nome           | a                | Modalità |
| -------- | -------------- | ---------------- | -------- |
| A        | Peter Beckmann | Osnabrück        |          |
| A        | Béla Bodnár    | Sparta Rotterdam |          |

## Risultati

### Oberliga nord

#### Girone di andata
| Arbitro: | W. Höfel |

|          |           |                                    |
| Froh 60’ | Marcatori | 30’ Gehrke 40’ Schütte 65’ Neumann |

| Arbitro: | E. Sturm |

|                             |           |                  |
| Ernst 60’ (rig.) Deters 81’ | Marcatori | 27’, 40’ Buchner |

| Arbitro: | W. Link |

|          |           |                          |
| Froh 25’ | Marcatori | 60’, 85’ Moll 65’ Hosung |

| Arbitro: | D. Basedow |

|                                                      |           |  |
| Vormelker 28’ (aut.) Seeler 70’ Dörfel 77’ Bähre 78’ | Marcatori |  |

| Arbitro: | K. Ohmsen |

|                               |           |              |
| Vormelker 85’, 85’ Bayerl 88’ | Marcatori | 62’ Wellnitz |

| Arbitro: | R. Seekamp |

|                             |           |                    |
| Bornemann 35’, 47’ Koll 39’ | Marcatori | 20’, 80’ Vormelker |

| Arbitro: | E. Schäfer |

|                          |           |                   |
| Vormelker 45’ Bayerl 82’ | Marcatori | 47’ (rig.) Jordan |

| Arbitro: | W. Link |

|                         |           |            |
| Urbaniak 44’ Elfert 54’ | Marcatori | 40’ Bayerl |

| Arbitro: | G. Pooch |

|                     |           |                      |
| Heitland 78’ (aut.) | Marcatori | 26’ Heyer 59’ Bayerl |

| Arbitro: | W. Zimmermann |

|  |           |                         |
|  | Marcatori | 58’ Clasen 86’ Schipper |

| Arbitro: | Beilecke |

|                                      |           |                                                  |
| Schröter 18’ Agurew 21’, 68’ Meß 38’ | Marcatori | 32’ Hoffmann 67’ Castorff 84’ Vormelker 88’ Froh |

| Arbitro: | W. Höfel |

|           |           |  |
| Heyer 27’ | Marcatori |  |

| Arbitro: | Schulenburg |

|               |           |           |
| Osterhoff 22’ | Marcatori | 86’ Junke |

| Arbitro: | G. Pooch |

|                                    |           |                  |
| Bayerl 18’ Heyer 76’, 84’ Froh 85’ | Marcatori | 56’, 67’ Hufgard |

| Arbitro: | W. Link |

|                                         |           |          |
| Presche 17’, 83’ Schwalm 28’ Mrosla 77’ | Marcatori | 40’ Froh |

#### Girone di ritorno
| Arbitro: | Daniel |

|               |           |                        |
| Vormelker 49’ | Marcatori | 70’ Kellermann 85’ Nix |

| Arbitro: | Beilecke |

|                                       |           |            |
| Gretzler 2’ Schipper 26’ Dretzler 67’ | Marcatori | 36’ Bayerl |

| Arbitro: | E. Sturm |

|             |           |            |
| Paulsen 65’ | Marcatori | 34’ Agurew |

| Arbitro: | G. Höger |

|                                 |           |              |
| Soya 30’ Thun 36’ Zebrowski 82’ | Marcatori | 88’ Castorff |

| Amburgo 20 gennaio 1963 20ª giornata | Concordia Amburgo | 0 – 0 referto | St. Pauli | Stadion Marienthal (3 000 spett.)\| Arbitro: \| W. Zimmermann \| |
| Arbitro:                             | W. Zimmermann     |               |           |                                                                  |

| Arbitro: | U. Wolf |

|                                  |           |             |
| Träger 17’ Klose 63’ Hufgard 90’ | Marcatori | 85’ Paulsen |

| Arbitro: | H. Lutz |

|                                                     |           |           |
| Paulsen 34’ Hoffmann 71’ Castorff 86’ Vormelker 87’ | Marcatori | 13’ Dobat |

| Arbitro: | R. Seekamp |

|                            |           |  |
| Vormelker 11’ Hoffmann 48’ | Marcatori |  |

| Arbitro: | D. Basedow |

|              |           |                                             |
| Planetta 40’ | Marcatori | 48’ (rig.) Weidlandt 58’ Heyer 87’ Hoffmann |

| Arbitro: | W. Höfel |

|  |           |                              |
|  | Marcatori | 9’ Koll 15’ Galle 58’ Boyens |

| Arbitro: | W. Link |

|                           |           |              |
| Neudorf 20’ Wendlandt 87’ | Marcatori | 35’ Castorff |

| Arbitro: | K. Ohmsen |

|  |           |                                |
|  | Marcatori | 61’ Wulf 67’ Seeler 80’ Dörfel |

| Arbitro: | H. Lutz |

|                                                       |           |  |
| Wuttich 12’ Moll 23’, 33’, 39’ Hosung 54’ Gerwien 75’ | Marcatori |  |

| Arbitro: | G. Pooch |

|                      |           |  |
| Bayerl 45’ Junke 46’ | Marcatori |  |

| Arbitro: | E. Sturm |

|                                          |           |               |
| Bertl 7’ Heitland 25’ (aut.) Berking 58’ | Marcatori | 82’ Weidlandt |

### Coppa di Germania
| Arbitro: | E. Epping |

|          |           |                             |
| Froh 67’ | Marcatori | 50’, 90’ Fiebach 55’ Bruske |

## Statistiche

### Statistiche di squadra
| Competizione      | Punti | In casa | In casa | In casa | In casa | In casa | In casa | In trasferta | In trasferta | In trasferta | In trasferta | In trasferta | In trasferta | Totale | Totale | Totale | Totale | Totale | Totale | DR  |
| Competizione      | Punti | G       | V       | N       | P       | Gf      | Gs      | G            | V            | N            | P            | Gf           | Gs           | G      | V      | N      | P      | Gf     | Gs     | DR  |
| ----------------- | ----- | ------- | ------- | ------- | ------- | ------- | ------- | ------------ | ------------ | ------------ | ------------ | ------------ | ------------ | ------ | ------ | ------ | ------ | ------ | ------ | --- |
| Oberliga nord     | 23    | 15      | 7       | 2       | 6       | 22      | 22      | 15           | 2            | 3            | 10           | 21           | 42           | 30     | 9      | 5      | 16     | 43     | 64     | -21 |
| Coppa di Germania | -     | 1       | 0       | 0       | 1       | 1       | 3       | 0            | 0            | 0            | 0            | 0            | 0            | 1      | 0      | 0      | 1      | 1      | 3      | -2  |
| Totale            | 23    | 16      | 7       | 2       | 7       | 23      | 25      | 15           | 2            | 3            | 10           | 21           | 42           | 31     | 9      | 5      | 17     | 44     | 67     | -23 |

### Andamento in campionato
| Giornata  | 1  | 2  | 3  | 4  | 5  | 6  | 7  | 8  | 9  | 10 | 11 | 12 | 13 | 14 | 15 | 16 | 17 | 18 | 19 | 20 | 21 | 22 | 23 | 24 | 25 | 26 | 27 | 28 | 29 | 30 |
| --------- | -- | -- | -- | -- | -- | -- | -- | -- | -- | -- | -- | -- | -- | -- | -- | -- | -- | -- | -- | -- | -- | -- | -- | -- | -- | -- | -- | -- | -- | -- |
| Luogo     | C  | T  | C  | T  | C  | T  | C  | T  | T  | C  | T  | C  | T  | C  | T  | C  | T  | C  | T  | C  | T  | C  | C  | T  | C  | T  | C  | T  | C  | T  |
| Risultato | P  | N  | P  | P  | V  | P  | V  | P  | V  | P  | N  | V  | N  | V  | P  | P  | P  | N  | P  | N  | P  | V  | V  | V  | P  | P  | P  | P  | V  | P  |
| Posizione | 14 | 12 | 14 | 14 | 13 | 14 | 11 | 12 | 10 | 14 | 12 | 11 | 11 | 9  | 11 | 12 | 12 | 12 | 14 | 13 | 14 | 13 | 10 | 8  | 10 | 12 | 13 | 14 | 13 | 14 |

Legenda:

Luogo: C = Casa; T = Trasferta. Risultato: V = Vittoria; N = Pareggio; P = Sconfitta.

### Statistiche dei giocatori
| Giocatore     | Oberliga nord | Oberliga nord | Oberliga nord | Oberliga nord | Coppa di Germania | Coppa di Germania | Coppa di Germania | Coppa di Germania | Totale   | Totale | Totale      | Totale     |
| Giocatore     | Presenze      | Reti          | Ammonizioni   | Espulsioni    | Presenze          | Reti              | Ammonizioni       | Espulsioni        | Presenze | Reti   | Ammonizioni | Espulsioni |
| ------------- | ------------- | ------------- | ------------- | ------------- | ----------------- | ----------------- | ----------------- | ----------------- | -------- | ------ | ----------- | ---------- |
| W. Bayerl     | 20            | 7             | 0             | 0             | 1                 | 0                 | 0                 | 0                 | 21       | 7      | 0           | 0          |
| J. Buchner    | 30            | 2             | 0             | 0             | 1                 | 0                 | 0                 | 0                 | 31       | 2      | 0           | 0          |
| H. Castorff   | 20            | 4             | 0             | 0             | 0                 | 0                 | 0                 | 0                 | 20       | 4      | 0           | 0          |
| W. Froh       | 21            | 5             | 0             | 0             | 1                 | 1                 | 0                 | 0                 | 22       | 6      | 0           | 0          |
| K. Heitland   | 14            | 0             | 0             | 0             | 1                 | 0                 | 0                 | 0                 | 15       | 0      | 0           | 0          |
| G. Heyer      | 24            | 5             | 0             | 0             | 0                 | 0                 | 0                 | 0                 | 24       | 5      | 0           | 0          |
| G. Hoffmann   | 24            | 4             | 0             | 0             | 0                 | 0                 | 0                 | 0                 | 24       | 4      | 0           | 0          |
| M. Junke      | 20            | 2             | 0             | 0             | 1                 | 0                 | 0                 | 0                 | 21       | 2      | 0           | 0          |
| C. Martens    | 30            | 0             | 0             | 0             | 1                 | 0                 | 0                 | 0                 | 31       | 0      | 0           | 0          |
| G. Meister    | 0             | 0             | 0             | 0             | 1                 | 0                 | 0                 | 0                 | 1        | 0      | 0           | 0          |
| I. Paulsen    | 22            | 3             | 0             | 0             | 1                 | 0                 | 0                 | 0                 | 23       | 3      | 0           | 0          |
| H. Reichert   | 24            | 0             | 0             | 0             | 0                 | 0                 | 0                 | 0                 | 24       | 0      | 0           | 0          |
| A. Reiss      | 30            | 0             | 0             | 0             | 0                 | 0                 | 0                 | 0                 | 30       | 0      | 0           | 0          |
| W. Vogt       | 1             | 0             | 0             | 0             | 1                 | 0                 | 0                 | 0                 | 2        | 0      | 0           | 0          |
| H. Voigt      | 0             | 0             | 0             | 0             | 1                 | 0                 | 0                 | 0                 | 1        | 0      | 0           | 0          |
| R. Vormelker  | 20            | 9             | 0             | 0             | 0                 | 0                 | 0                 | 0                 | 20       | 9      | 0           | 0          |
| V. Waldmüller | 1             | 0             | 0             | 0             | 0                 | 0                 | 0                 | 0                 | 1        | 0      | 0           | 0          |
| J. Weidlandt  | 29            | 2             | 0             | 0             | 1                 | 0                 | 0                 | 0                 | 30       | 2      | 0           | 0          |